# Kimmstein
Als Kimmsteine bezeichnet man Mauerziegel sowie Natur- und Kunststeine zum Höhenausgleich, die als Kimmschicht am Wandfuß einer Mauerwerkswand oder am oberen Abschluss als Wandkopf oder Brüstungsabschluss versetzt werden. 
Die Kimmschicht muss äußerst präzise verlegt werden (z. B. mit Hilfe einer Laservermessung). Selbst geringfügige Abweichungen von der horizontalen Lage der Oberfläche haben merkbaren Einfluss auf die lotrechte Genauigkeit einer Wand. Besonders sorgfältig muss das Anlegen der Kimmschicht bei Plansteinmauerwerk erfolgen, da die darüberliegenden Schichten mit Dünnbettmörtel versetzt werden, wodurch ein weiterer Toleranzausgleich kaum mehr möglich ist.
Je nach Steinsorte (Kalksandstein, Porenbeton, Ziegel) gibt es Kimmsteine mit besonderen Abmessungen. 
Zur Reduzierung der Wärmebrückenwirkung der untersten Steinlage bieten die Hersteller inzwischen Kimmsteine aus speziellen Materialien an, die bewirken, dass die Wärmeverluste in diesem Bereich geringer sind.